# Höstgökbi
Höstgökbi (Nomada roberjeotiana) är en biart som beskrevs av Georg Wolfgang Franz Panzer 1799. Den ingår i släktet gökbin och familjen långtungebin. Inga underarter finns listade i Catalogue of Life.

## Beskrivning
Arten är ett avlångt bi med övervägande svart huvud och antenner som är rödgula på undersidan och mörkare på ovansidan. Hos honan är käkarna, större delen av munskölden (clypeus), överläppen (labrum), kanterna på ögonen och underdelen av ansiktet rödaktiga. Hos hanen är istället motsvarande områden (utom överläpp, men inkluderande panna och antennfästen) gula. På främre delen av bröstet har hanen vanligen ett gult fält. Mellankroppens övre, främre del är vanligen gulaktig. Även skulderhörnen, fälten vid vingfästena och bakre delen av mellankroppen är gulaktiga, ofta med ett brunt inslag. Bakkroppen har svart grundfärg med gula och bruna markeringar: Tergit 2 till 3 är rödbrun högst upp med stora, blekgula fält på sidorna, tergit 4 är svart, alltid hos hanen och ibland hos honan med blekgula sidofält. Hos hanen har tergit 5 samma utseende som tergit 4. Näst sista tergiten (5 hos honan, 6 hos hanen) är alltid blekgul. Kroppslängden är 7 till 10 mm.

## Ekologi
Höstgökbiet bygger inga egna bon, utan larven lever som boparasit hos tandsandbi och, på kontinenten, ljungsandbi samt möjligen fröjdsandbi, där larven lever på det insamlade matförrådet efter den har dödat ägget eller den nykläckta värdlarven.
Arten lever i öppna habitat som sand- och ljunghedar, ängar och sandtag. Den flyger från juli till september, och besöker blommande växter som backtimjan, renfana, blåmunkar, blodrot och stånds. 

## Utbredning
Utbredningsområdet omfattar norra och mellersta Europa, västerut till Storbritannien, österut fragmenterat till Japan. I Sverige finns arten från Skåne till Värmland, trakterna kring Mälaren och södra Dalarna samt en isolerad population i Umeå. Den sydligare svenska utbredningen är främst västlig; arten saknas på Öland och Gotland. I Finland finns arten  främst i den södra och sydöstra halvan av landet med enstaka fynd längre norrut, nordligast är tre fynd i Lappland 2019 och 2021. Arten finns även i Norge upp till Trøndelag. I Danmark har den däremot inte påträffats sedan 1970-talet.
Höstgökbi är ingen särskilt vanlig art, speciellt inte i södra delen av sitt utbredningsområde; den är dock klassificerad som livskraftig ("LC") både i Sverige och Finland.